# Igreja Reformada no Japão
A Igreja Reformada no Japão (IRJ) - em japonês 日本キリスト改革派教会 - é uma denominação reformada continental no Japão, formada em 1946, por igrejas que se separam da Igreja Unida de Cristo no Japão, logo após o fim da Segunda Guerra Mundial. É a maior denominação reformada no país.

## História
Durante a Segunda Guerra Mundial, o governo do Japão obrigou a unificação de todas as denominacionais protestantes do país, constituindo assim a Igreja Unida de Cristo no Japão (IUCJ).
Após o fim da guerra, a lei que obrigou a unificação foi revogada e várias igrejas separaram-se da IUCJ. Parte delas constituiu, em 1946, a Igreja Reformada no Japão, dando continuidade ao trabalho reformado no país.
Em 2019, a denominação tinha 140 igrejas e cerca de 5.000-6.000 membros.

## Doutrina
A IRJ subscreve a Confissão de Fé de Westminster, Catecismo Maior de Westminster e Breve Catecismo de Westminster. Além disso, a denominação permite a ordenação de mulheres

## Relações intereclesiásticas
A denominação é um ex-membro da Comunhão Mundial das Igrejas Reformadas, mas retirou-se da organização.
Além disso, possui relacionamento de igreja-irmã com as Igrejas Reformadas Liberadas.
Em 2016, a Igreja Presbiteriana Ortodoxa cortou todos os laços com a Igreja Reformada no Japão, depois que a denominação decidiu permitir a ordenação de mulheres.